# 亨利·奥雷耶
亨利·奥雷耶（法語：Henri Oreiller，1925年12月5日—1962年10月7日），法国男子高山滑雪运动员。他曾代表法国参加1948年和1952年冬季奥林匹克运动会高山滑雪比赛，共获得二枚金牌和一枚铜牌。